# Czechosłowacka Liga Koszykówki
Czechosłowacka Liga Koszykówki (oficjalna nazwa:Československá basketbalová liga) – najwyższa klasa rozgrywek koszykarskich w nieistniejącej Czechosłowacji. Powstała w 1929 roku, rozwiązana po podziale Czechosłowacji w styczniu 1993 roku.
Po rozwiązaniu ligi czechosłowackiej zespoły weszły w skład dwóch nowych, niezależnych lig koszykarskich – czeskiej Mattoni NBL oraz słowackiej Extraliga muži.
Za najlepszego koszykarza XX w. został uznany Czech Jiří Zídek, który w sezonie 1969/70, podczas rywalizacji Tesla Žižkov – Dukla Olomouc (121:131) zdobył 68 rekordowe punktów. Poprawił w ten sposób poprzedni rekord (60 punktów), należący do Jiří Baumruka, uzyskany w trakcie spotkania Slavoj Vyškov – Sparta Praga (65:112), podczas sezonu 1955/56.

## Mistrzowie Czechosłowacji
- 1929–30 Uncas Praga
- ...1931 Uncas Praga
- ...1932 Uncas Praga
- 1932–33 Uncas Praga
- 1933–34 Uncas Praga
- 1934–35 Uncas Praga
- 1935–36 Uncas Praga
- 1936–37 Uncas Praga
- 1937–38 Uncas Praga
- 1938–39 Královo Pole Brno
- 1939–40 Sparta Praga
- 1940–41 Sokół Praga
- 1941–42 Žabovřesky
- 1942–43 Žabovřesky
- 1943–44 Uncas Praga
- 1944–45 Uncas Praga
- 1945–46 Brno
- 1946–47 Uncas Praga
- ...1947 Brno
- 1947–48 Brno
- ...1948 Brno
- 1948–49 Brno
- 1949–50 Brno
- 1950–51 Brno
- ...1951 Brno
- ...1952 Slavia Brno
- ...1953 Slavia Brno
- 1953–54 ÚDA Praga
- 1954–55 ÚDA Praga
- 1955–56 ÚDA Praga
- 1956–57 Slovan Orbis Praga
- 1957–58 Brno
- 1958–59 Slovan Orbis Praga
- 1959–60 Sparta Praga
- 1960–61 Iskra Svit
- 1961–62 Brno
- 1962–63 Brno
- 1963–64 Brno
- 1964–65 Slavia Praga
- 1965–66 Slavia Praga
- 1966–67 Brno
- 1967–68 Brno
- 1968–69 Slavia Praga
- 1969–70 Slavia Praga
- 1970–71 Slavia Praga
- 1971–72 Slavia Praga
- 1972–73 Dukla Olomouc
- 1973–74 Slavia Praga
- 1974–75 Dukla Olomouc
- 1975–76 Brno
- 1976–77 Brno
- 1977–78 Brno
- 1978–79 Inter Bratysława
- 1979–80 Inter Bratysława
- 1980–81 Slavia Praga
- 1981–82 Slavia Praga
- 1982–83 Inter Bratysława
- 1983–84 Pardubice
- 1984–85 Inter Bratysława
- 1985–86 Brno
- 1986–87 Brno
- 1987–88 Brno
- 1988–89 Prievidza
- 1989–90 Brno
- 1990–91 Slavia Praga
- 1991–92 USK Praga
- 1992–93 Prievidza

## Medaliści mistrzostw Czechosłowacji

### Prowincjonalna Liga Bohemii i Morawii (1929–1939)
Do rywalizacji o mistrzostwo przystępowali zwycięzcy rozgrywek w Czechach, Morawach i Słowacji.
| Sezon   | Zespoły | Złoto              | Srebro                       | Brąz               | 4. miejsce         |
| ------- | ------- | ------------------ | ---------------------------- | ------------------ | ------------------ |
| 1929/30 | 4       | YMCA Praga         | Vysokoškolský sport Praga    | YMCA Praga II.     | Sokół Pražský      |
| 1931    | 3       | YMCA Praga         | Vysokoškolský sport Praga    | YMCA Praga II.     |                    |
| 1932    | 6       | YMCA Praga         | Vysokoškolský sport Marathon | Strakova akademie  | YMCA Praga III.    |
| 1932/33 | 5       | YMCA Praga         | Strakova akademie            | YMCA Praga II.     | Uncas Praga        |
| 1933/34 | 3       | YMCA Praga         | Sokol Královo Pole           | YMCA Bratysława    |                    |
| 1934/35 | 3       | YMCA Praga         | YMCA Bratysława              | Sokol Královo Pole |                    |
| 1935/36 | 3       | YMCA Praga         | Sokol Královo Pole           | YMCA Bratysława    |                    |
| 1936/37 |         | Uncas Praga        |                              |                    |                    |
| 1937/38 | 4       | Uncas Praga        | Strakova akademie            | Sokol Brno I.      | Sokol Královo Pole |
| 1938/39 | 4       | Sokol Královo Pole | Sokol Pražský                | Strakova akademie  | Sokol Brno I.      |

### Prowincjonalna Liga Protektoratu (1939–1945)
| Sezon   | Zespoły | Złoto              | Srebro             | Brąz               | 4. miejsce             |
| ------- | ------- | ------------------ | ------------------ | ------------------ | ---------------------- |
| 1939/40 | 4       | Sparta Praga       | Uncas Praga        | Sokół Královo Pole | Sokół Královo Pole II. |
| 1940/41 | 4       | Sokół Pražský      | Sokół Královo Pole | SK Brno Žabovřesky | Sparta Praga           |
| 1941/42 | 4       | SK Brno Žabovřesky | Kablo Kladno       | Sparta Praga       | Arsenal Brno           |
| 1942/43 | 2       | SK Brno Žabovřesky | HC Stadion         |                    |                        |
| 1943/44 | 14      | Uncas Praga        | Viktoria Žižkov    | Slavia Praga       | SK Philips             |
| 1944/45 | 10      | Uncas Praga        | Philips Praga      | Praga              | Viktoria Žižkov        |

W latach 1939–1944 rozgrywano osobno mistrzostwa Słowacji. Dwukrotnie (1939, 1940) mistrzem zostawał wtedy zespół ŠK Bratysława, a trzykrotnie (1942, 1943, 1944) Uniwersytetu Bratysława.

### Czechosłowacka Liga Koszykówki (1945–1983)
- W sezonach 1946/47, 1947/48, 1948/49 rozgrywana była Prowincjonalna Liga Czech i Moraw (sezony zaznaczone na niebiesko), następnie do turnieju finałowego dołączały dwa najlepsze zespoły ze Słowacji, rozpoczynając w ten sposób turniej o mistrzostwo Czechosłowacji. Lata tak rozgrywanych turniejów finałowych oznaczono odpowiednio: 1947*, 1948*, 1949*.

- Rozgrywki ligowe zaczynały się jesienią, a kończyły wiosną. Wyjątkiem były lata 1951–1953, kiedy liga była rozgrywana w trakcje jednego roku kalendarzowego. Lata te zostały oznaczone odpowiednio: 1951**, 1952**, 1953**.

| Sezon   | Zespoły | Złoto              | Srebro                 | Brąz                 | 4. miejsce            |
| ------- | ------- | ------------------ | ---------------------- | -------------------- | --------------------- |
| 1945/46 | 10      | Sokół Brno I.      | VŠ Bratysława          | ŠK Bratysława        | Uncas Praga           |
| 1946/47 | 12      | Uncas Praga        | Sokół Brno I.          | BK SK Žabovřesky     | Viktoria Žižkov       |
| 1947*   | 4       | Sokół Brno I.      | Uncas Praga            | VŠ Bratysława        | ŠK Bratysława         |
| 1947/48 | 12      | Sokół Brno I.      | Viktoria Žižkov        | Sokół Kolín          | Sokol Pražský         |
| 1948*   | 4       | Sokół Brno I.      | VŠ Bratysława          | Sokol Žižkov Praga   | ŠK Bratysława         |
| 1948/49 | 10      | Sokół Brno I.      | Sparta Praga           | Sokół Žižkov Praga   | Sokół Pražský         |
| 1949*   | 6       | Sokół Brno I.      | Sparta Praga           | Sokół Pražský        | Slovan NV Bratysława  |
| 1949/50 | 10      | Sokół Brno I.      | Bratrství Sparta Praga | Sokol Žižkov Praga   | Slovan NV Bratysława  |
| 1950/51 | 13      | Sokol Brno I.      | Spartak Sokolovo       | Sokol Žižkov Praga   | Slovan NV Bratysława  |
| 1951**  | 8       | Zbrojovka Brno     | Spartak Sokolovo       | Sokol Žižkov Praga   | ATK Praga             |
| 1952**  | 8       | Slavia Brno        | Slavia Praga Pedagog   | Zbrojovka Brno       | Zdravotník Bratysława |
| 1953**  | 8       | Slavia Brno        | ATK Praga              | Zbrojovka Brno       | Slovan NV Bratysława  |
| 1953/54 | 8       | ÚDA Praga          | Slavia Brno            | Slovan NV Bratysława | Slavia Bratysława     |
| 1954/55 | 10      | ÚDA Praga          | Spartak ZJŠ Brno       | Slavia Bratysława    | Spartak Sokolovo      |
| 1955/56 | 12      | ÚDA Praga          | Spartak Sokolovo       | Slavia Bratysława    | Spartak ZJŠ Brno      |
| 1956/57 | 12      | Slovan Orbis Praga | Spartak ZJŠ Brno       | Spartak Sokolovo     | Slavia ITVS Praga     |
| 1957/58 | 12      | Spartak ZJŠ Brno   | Slovan Orbis Praga     | Slavia VŠ Bratysława | Spartak Sokolovo      |
| 1958/59 | 12      | Slovan Orbis Praga | Spartak Sokolovo       | Slavia VŠ Bratysława | Spartak ZJŠ Brno      |
| 1959/60 | 12      | Spartak Sokolovo   | Spartak ZJŠ Brno       | Tatran Ostrawa       | Slovan Orbis Praga    |
| 1960/61 | 12      | Iskra Svit         | Spartak Sokolovo       | Slovan Orbis Praga   | Slavia VŠ Praga       |
| 1961/62 | 14      | Spartak ZJŠ Brno   | Iskra Svit             | Spartak Sokolovo     | Slovan Orbis Praga    |
| 1962/63 | 14      | Spartak ZJŠ Brno   | Slavia VŠ Praga        | Iskra Svit           | Spartak Sokolovo      |
| 1963/64 | 14      | Spartak ZJŠ Brno   | Slavia VŠ Praga        | Spartak Sokolovo     | Iskra Svit            |
| 1964/65 | 14      | Slavia VŠ Praga    | Spartak ZJŠ Brno       | Iskra Svit           | Slovan Orbis Praga    |
| 1965/66 | 14      | Slavia VŠ Praga    | Spartak ZJŠ Brno       | Sparta ČKD Praga     | Dukla Olomouc         |
| 1966/67 | 12      | Spartak ZJŠ Brno   | Slavia VŠ Praga        | Sparta ČKD Praga     | Iskra Svit            |
| 1967/68 | 12      | Spartak ZJŠ Brno   | Slavia VŠ Praga        | Sparta ČKD Praga     | Dukla Olomouc         |
| 1968/69 | 12      | Slavia VŠ Praga    | Zbrojovka Brno         | Sparta ČKD Praga     | Iskra Svit            |
| 1969/70 | 12      | Slavia VŠ Praga    | Dukla Olomouc          | Zbrojovka Brno       | RH Pardubice          |
| 1970/71 | 12      | Slavia VŠ Praga    | Zbrojovka Brno         | NHKG Ostrawa         | Sparta ČKD Praga      |
| 1971/72 | 12      | Slavia VŠ Praga    | Zbrojovka Brno         | Dukla Olomouc        | Sparta ČKD Praga      |
| 1972/73 | 12      | Dukla Olomouc      | Slavia VŠ Praga        | Zbrojovka Brno       | Sparta ČKD Praga      |
| 1973/74 | 12      | Slavia VŠ Praga    | RH Pardubice           | Dukla Olomouc        | Zbrojovka Brno        |
| 1974/75 | 12      | Dukla Olomouc      | Zbrojovka Brno         | Slavia VŠ Praga      | NHKG Ostrawa          |
| 1975/76 | 12      | Zbrojovka Brno     | Slavia VŠ Praga        | Sparta ČKD Praga     | Inter Bratysława      |
| 1976/77 | 12      | Zbrojovka Brno     | Slavia VŠ Praga        | Inter Bratysława     | Baník Ostrawa         |
| 1977/78 | 12      | Zbrojovka Brno     | Dukla Olomouc          | Slavia VŠ Praga      | Inter Bratysława      |
| 1978/79 | 12      | Inter Bratysława   | Zbrojovka Brno         | Dukla Olomouc        | Slavia VŠ Praga       |
| 1979/80 | 12      | Inter Bratysława   | Zbrojovka Brno         | Dukla Olomouc        | Slavia VŠ Praga       |
| 1980/81 | 10      | Slavia VŠ Praga    | Inter Bratysława       | Zbrojovka Brno       | RH Pardubice          |
| 1981/82 | 10      | Slavia VŠ Praga    | Inter Bratysława       | NHKG Ostrawa         | Zbrojovka Brno        |
| 1982/83 | 10      | Inter Bratysława   | RH Pardubice           | NHKG Ostrawa         | Dukla Olomouc         |

### Czechosłowacka Liga koszykówki (1983–1993 –play-off)
| Sezon   | Zespoły | Złoto            | Wynik | Srebro           | Brąz             | Wynik | 4. miejsce       |
| ------- | ------- | ---------------- | ----- | ---------------- | ---------------- | ----- | ---------------- |
| 1983/84 | 10      | RH Pardubice     | 2:1   | NHKG Ostrawa     | Dukla Olomouc    | 2:1   | Zbrojovka Brno   |
| 1984/85 | 10      | Inter Bratysława | 2:1   | Chemosvit Svit   | RH Pardubice     | 2:0   | NHKG Ostrawa     |
| 1985/86 | 10      | Zbrojovka Brno   | 2:1   | NHKG Ostrawa     | Dukla Olomouc    | 2:0   | RH Pardubice     |
| 1986/87 | 12      | Zbrojovka Brno   | 3:0   | NHKG Ostrawa     | Inter Bratysława | 2:0   | Chemosvit Svit   |
| 1987/88 | 12      | Zbrojovka Brno   | 3:2   | Inter Bratysława | VŠ Praga         | 3:0   | BC Prievidza     |
| 1988/89 | 12      | BC Prievidza     | 3:1   | Sparta Praga     | Inter Bratysława | 3:0   | Zbrojovka Brno   |
| 1989/90 | 12      | Zbrojovka Brno   | 3:2   | Sparta Praga     | Inter Bratysława | 3:1   | NH Ostrawa       |
| 1990/91 | 14      | VŠ Praga         | 3:1   | Sparta Praga     | BC Prievidza     | 3:2   | Sokół I. Brno    |
| 1991/92 | 14      | USK Praha        | 3:0   | BC Prievidza     | BVC Brno         | 3:0   | Dukla Olomouc    |
| 1992/93 | 16      | BC Prievidza     |       | USK Praga        | BK Pezinok       |       | BVC Bioveta Brno |

W związku z podziałem Czechosłowacji na dwa niezależne kraje 1 stycznia 1993 rozgrywki ligi zostały zakończone w styczniu, bez rozgrywania play-off. O klasyfikacji medalowej zadecydował wtedy bilans spotkań niedokończonego sezonu regularnego. Zespoły zostały wtedy odpowiednio częścią czeskiej ligi Mattoni NBL oraz słowackiej Extraliga muži.

## Bilans medalistów
| Klub                          | Złoto | Rok | Srebro | Rok                                                                    | Brąz | Rok                                            |
| ----------------------------- | ----- | --- | ------ | ---------------------------------------------------------------------- | ---- | ---------------------------------------------- |
| Zbrojovka Brno (BC Brno)      | 20    | 1946, 1947, 1948, 1949, 1950, 1951, 1951*, 1958, 1962, 1963, 1964, 1967, 1968, 1976, 1977, 1978, 1986, 1987, 1988, 1990 | 12     | 1947, 1955, 1957, 1960, 1965, 1966, 1969, 1971, 1972, 1975, 1979, 1980 | 7    | 1938, 1952*, 1953*, 1970, 1973, 1981, 1992     |
| VŠ Praga (USK Praga)          | 11    | 1965, 1966, 1969, 1970, 1971, 1972, 1974, 1981, 1982, 1991, 1992                                                        | 9      | 1952*, 1963. 1964, 1967, 1968, 1973, 1976, 1977, 1993                  | 3    | 1975, 1978, 1988                               |
| YMCA Praga (Uncas Praga)      | 10    | 1930, 1931, 1932, 1933, 1934, 1935, 1936, 1937, 1938, 1944                                                              | 1      | 1947                                                                   | 2    | 1930, 1931                                     |
| Inter Bratysława              | 4     | 1979, 1980, 1983, 1985                                                                                                  | 3      | 1981, 1982, 1988                                                       | 4    | 1977, 1987, 1989, 1990                         |
| ÚDA Praga (ATK Praga)         | 3     | 1954, 1955, 1956 | 1      | 1953*                                                                  |      |                                                |
| Sparta Praga                  | 2     | 1940, 1960 | 10     | 1949, 1950, 1951, 1951*, 1956, 1959, 1961, 1989, 1990, 1991            | 8    | 1957, 1963, 1964, 1966, 1967, 1968, 1969, 1976 |
| Dukla Olomouc                 | 2     | 1973, 1975 | 2      | 1970, 1978                                                             | 6    | 1972, 1974, 1979, 1980, 1984, 1986             |
| Baník Cígeľ Prievidza         | 2     | 1989, 1993 | 1      | 1992                                                                   | 1    | 1991                                           |
| Slovan Orbis Praga            | 2     | 1957, 1959 | 1      | 1958                                                                   | 1    | 1961                                           |
| Slavia Brno                   | 2     | 1952*, 1953* | 1      | 1954                                                                   |      |                                                |
| SK Brno Žabovřesky            | 2     | 1942, 1943 | 1      | 1941                                                                   |      |                                                |
| Iskra Svit                    | 1     | 1961 | 2      | 1962, 1985                                                             | 2    | 1963, 1965                                     |
| RH Pardubice                  | 1     | 1984 | 2      | 1974, 1983                                                             | 1    | 1985                                           |
| Sokół Pražský                 | 1     | 1941 |        |                                                                        | 1    | 1949                                           |
| Sokol Královo Pole (Brno)     | 1     | 1939 | 3      | 1934, 1936, 1941                                                       | 2    | 1935, 1940                                     |
| NHKG Ostrawa (Tatran Ostrawa) |       | | 3      | 1984, 1986, 1987                                                       | 4    | 1960, 1971, 1982, 1983                         |
| Vysokoškolský sport Praga     |       | | 3      | 1930, 1931, 1932                                                       |      |                                                |
| VŠ Bratysława                 |       | | 2      | 1946, 1948                                                             | 5    | 1947, 1955, 1956, 1958, 1959                   |
| Strakova akademie             |       | | 2      | 1933, 1938                                                             | 2    | 1932, 1939                                     |
| YMCA Bratysława               |       | | 1      | 1935                                                                   | 2    | 1934, 1936                                     |
| Kablo Kladno                  |       | | 1      | 1942                                                                   |      |                                                |
| HC Stadion                    |       | | 1      | 1943                                                                   |      |                                                |
| Viktoria Žižkov               |       | | 1      | 1944                                                                   |      |                                                |
| Philips Praga                 |       | | 1      | 1945                                                                   |      |                                                |
| Sokół Žižkov (Praga)          |       | |        |                                                                        | 4    | 1948, 1950, 1951, 1951*                        |
| ŠK Slovan Bratysława          |       | |        |                                                                        | 2    | 1946, 1954                                     |
| Slavia Praga                  |       | |        |                                                                        | 1    | 1944                                           |
| Praga                         |       | |        |                                                                        |      | 1945                                           |
| Sokół Kolín                   |       | |        |                                                                        | 1    | 1948                                           |
| BK Pezinok                    |       | |        |                                                                        | 1    | 1993                                           |

## Statystyki
Najlepsi strzelcy wszech czasów ligi (dane z sezonów 1962/63 – 1992/93)
| Lp. | Zawodnik           | Urodzony | Punkty |  | Lp. | Zawodnik          | Urodzony | Punkty |  | Lp. | Zawodnik            | Urodzony | Punkty |
| --- | ------------------ | -------- | ------ |  | --- | ----------------- | -------- | ------ |  | --- | ------------------- | -------- | ------ |
| 1   | Jiří Zídek Sr.     | 1944     | 10838  |  | 41  | Gerald Dietl      | 1960     | 4202   |  | 81  | Ján Bulla           | 1955     | 2952   |
| 2   | Kamil Brabenec     | 1951     | 10726  |  | 42  | Justin Sedlák     | 1955     | 4154   |  | 82  | Petr Treml          | 1967     | 2949   |
| 3   | Jan Bobrovský      | 1945     | 9915   |  | 43  | Bronislav Sako    | 1944     | 4140   |  | 83  | Igor Vraniak        | 1959     | 2907   |
| 4   | Zdeněk Douša       | 1947     | 8822   |  | 44  | Blažej Mašura     | 1957     | 4080   |  | 84  | Jiří Jandák         | 1958     | 2902   |
| 5   | Gustáv Hraška      | 1953     | 8460   |  | 45  | Peter Orgler      | 1963     | 4046   |  | 85  | Martin Šibal        | 1967     | 2863   |
| 6   | Milan Voračka      | 1944     | 8305   |  | 46  | Dušan Medvecký    | 1964     | 4030   |  | 86  | Kamil Novák         | 1967     | 2858   |
| 7   | Jaroslav Skála     | 1954     | 7742   |  | 47  | Josef Šťastný     | 1961     | 4024   |  | 87  | Vlastimil Rubíček   | 1952     | 2822   |
| 8   | Jiří Zedníček      | 1945     | 7333   |  | 48  | Robert Mifka      | 1941     | 4003   |  | 88  | Jiří Kubrický       | 1962     | 2822   |
| 9   | Zdeněk Böhm        | 1957     | 6578   |  | 49  | Pavol Bojanovský  | 1953     | 3915   |  | 89  | Pavol Tóth          | 1946     | 2807   |
| 10  | Jaroslav Beránek   | 1950     | 6561   |  | 50  | Marian Kotleba    | 1952     | 3684   |  | 90  | Zdeněk Hummel       | 1947     | 2775   |
| 11  | Michal Ježdík      | 1963     | 6545   |  | 51  | Tomáš Bystroň     | 1964     | 3672   |  | 91  | Karol Varga         | 1956     | 2733   |
| 12  | Stanislav Kropilák | 1955     | 6505   |  | 52  | Josef Jelínek     | 1966     | 3633   |  | 92  | Alexander Lukjanec  | 1969     | 2703   |
| 13  | Jiří Pospíšil      | 1950     | 6493   |  | 53  | Leoš Krejčí       | 1965     | 3482   |  | 93  | Stanislav Votroubek | 1960     | 2662   |
| 14  | Vlastimil Havlík   | 1957     | 6308   |  | 54  | Libor Vyoral      | 1960     | 3415   |  | 94  | Juraj Duriš         | 1940     | 2655   |
| 15  | Pavel Pekárek      | 1946     | 5780   |  | 55  | Václav Hrubý      | 1966     | 3415   |  | 95  | Miroslav Juránek    | 1953     | 2645   |
| 16  | Vojtěch Petr       | 1955     | 5746   |  | 56  | Ludovít Kristiník | 1958     | 3399   |  | 96  | Bohumil Tomášek     | 1936     | 2645   |
| 17  | Zdeněk Kos         | 1951     | 5673   |  | 57  | Vladimír Pištělák | 1940     | 3388   |  | 97  | Jan Svoboda         | 1969     | 2645   |
| 18  | Juraj Žuffa        | 1959     | 5558   |  | 58  | Peter Jančura     | 1959     | 3385   |  | 98  | Ivan Maurovič       | 1944     | 2627   |
| 19  | Ivan Chrenka       | 1942     | 5365   |  | 59  | Bedřich Suchánek  | 1950     | 3363   |  | 99  | Jaroslav Kovář      | 1944     | 2614   |
| 20  | Vladimír Padrta    | 1952     | 5307   |  | 60  | Lubomír Uhnák     | 1965     | 3363   |  | 100 | Ladislav Rous       | 1956     | 2613   |
| 21  | Vlastimil Hrbáč    | 1943     | 5225   |  | 61  | Miroslav Majerčák | 1953     | 3340   |  | 101 | Marian Stopka       | 1960     | 2607   |
| 22  | Josef Nečas        | 1952     | 5213   |  | 62  | Rostislav Gabani  | 1943     | 3318   |  | 102 | Petr Novický        | 1948     | 2599   |
| 23  | Miloš Kulich       | 1960     | 5189   |  | 63  | Vladimír Ptáček   | 1954     | 3308   |  | 103 | Luboš Krivošík      | 1958     | 2595   |
| 24  | Vladimír Vyoral    | 1961     | 5110   |  | 64  | Dušan Žáček       | 1961     | 3284   |  | 104 | Ludvík David        | 1951     | 2580   |
| 25  | Jozef Michalko     | 1961     | 5063   |  | 65  | Jan Mrázek        | 1946     | 3262   |  | 105 | Stanislav Kameník   | 1968     | 2555   |
| 26  | Jozef Straka       | 1941     | 4996   |  | 66  | Jaroslav Kovář    | 1965     | 3231   |  | 106 | Václav Mička        | 1949     | 2526   |
| 27  | Dušan Lukášik      | 1961     | 4944   |  | 67  | Jaroslav Tetiva   | 1932     | 3167   |  | 107 | Igor Kratochvíl     | 1963     | 2520   |
| 28  | Martin Brázda      | 1952     | 4726   |  | 68  | Josef Klíma       | 1950     | 3163   |  | 108 | Antonín Terč        | 1942     | 2496   |
| 29  | Milan Kostka       | 1946     | 4692   |  | 69  | Tomáš Michalík    | 1957     | 3140   |  | 109 | Rolandas Penikas    | 1959     | 2495   |
| 30  | Pavel Škuta        | 1947     | 4687   |  | 70  | Miroslav Janál    | 1945     | 3131   |  | 110 | Václav Šrámek       | 1947     | 2480   |
| 31  | František Konvička | 1938     | 4637   |  | 71  | Ivan Jonáš        | 1964     | 3099   |  | 111 | Josef Buryan        | 1951     | 2441   |
| 32  | Jaroslav Kraus     | 1959     | 4626   |  | 72  | Vladimír Dzurilla | 1943     | 3092   |  | 112 | Rudolf Vraniak      | 1931     | 2421   |
| 33  | Vlastibor Klimeš   | 1952     | 4573   |  | 73  | Zdeněk Skřivánek  | 1940     | 3057   |  | 113 | Jaromír Geršl       | 1967     | 2411   |
| 34  | Jan Blažek         | 1947     | 4519   |  | 74  | Josef Floreš      | 1965     | 3026   |  | 114 | Zdeněk Bříza        | 1960     | 2369   |
| 35  | Miloš Pažický      | 1956     | 4483   |  | 75  | Adolf Bláha       | 1956     | 3015   |  | 115 | Jaromír Benický     | 1954     | 2350   |
| 36  | Peter Rajniak      | 1953     | 4402   |  | 76  | Jaromír Kocúr     | 1955     | 3008   |  | 116 | Jiří Baumruk        | 1955     | 2343   |
| 37  | Jaroslav Kantůrek  | 1953     | 4376   |  | 77  | Jiří Kovařík      | 1944     | 3006   |  | 117 | Stanislav Milota    | 1938     | 2309   |
| 38  | Jiří Růžička       | 1941     | 4352   |  | 78  | Jiří Okáč         | 1963     | 2974   |  | 118 | Milan Korec         | 1951     | 2306   |
| 39  | Karel Baroch       | 1939     | 4287   |  | 79  | Jiří Ammer        | 1942     | 2970   |  | 119 | Miroslav Kocián     | 1957     | 2301   |
| 40  | Oto Matický        | 1963     | 4239   |  | 80  | Boris Lukášik     | 1935     | 2960   |  | 120 | Jan Faltýnek        | 1958     | 2292   |